# Eupithecia analis
Eupithecia analis är en fjärilsart som beskrevs av Dyar 1918. Eupithecia analis ingår i släktet Eupithecia och familjen mätare. Inga underarter finns listade i Catalogue of Life.